# جفت جنین
جُفت (به انگلیسی placenta) عضوی مسطح در بدن جانداران است که با بند ناف به جنین متصل است. جفت، پیش از زایمان به دیواره رحم متصل است و در طی زایمان، به همراه نوزاد، و پرده‌های جنینی از کانال زایمانی خارج می‌شود.

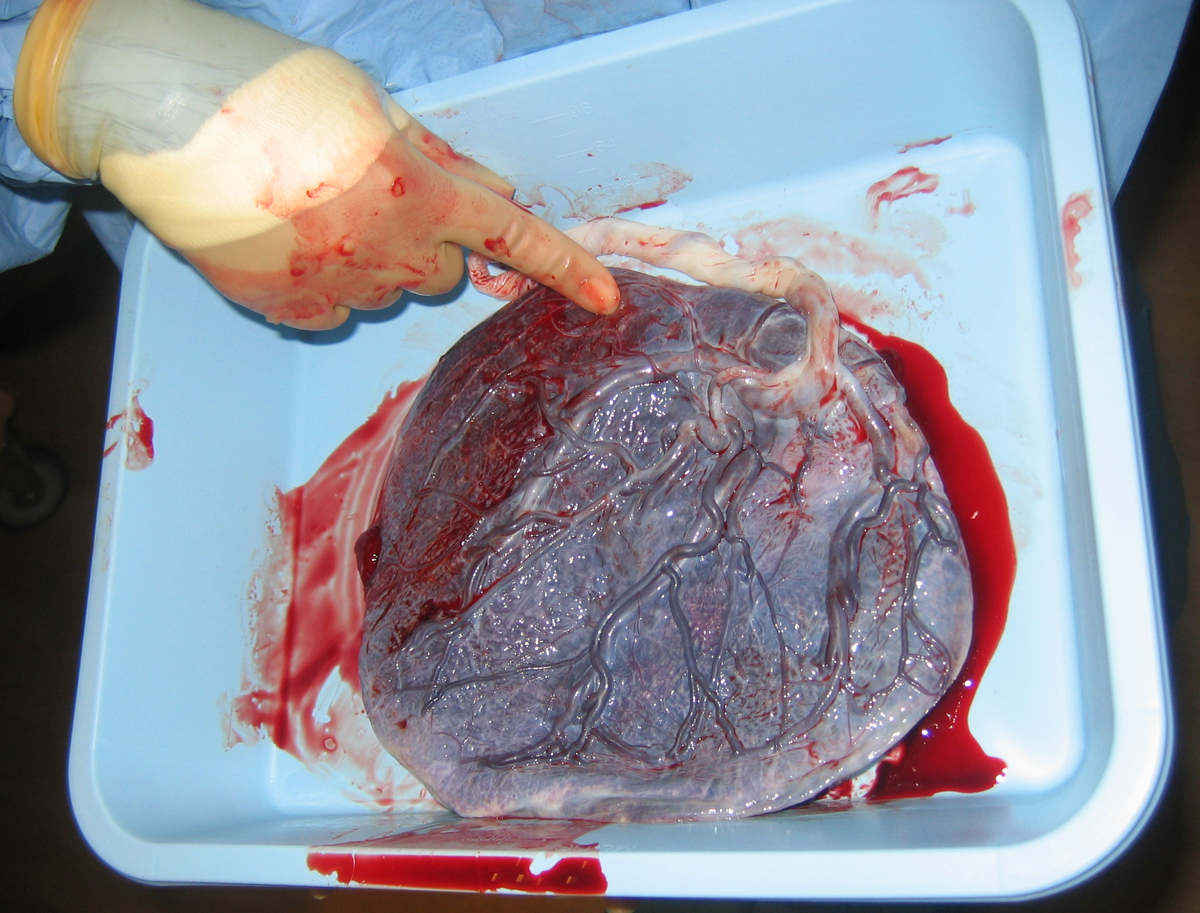
جفت انسان، پس از زایمان.

جفت عضوی جدید از بدن مادران باردار است که فقط در زمان بارداری و در آستر رحم تشکیل می‌شود و بعد از زایمان هم از رحم خارج می‌شود. در واقع جفت مسئول نگهداری، پشتیبانی و تسهیل‌کننده رشد جنین است. این عضو بسیار کارآمد، محلی است که مادر و جنین را به یکدیگر مرتبط می‌کند. جفت مواد مغذی و اکسیژن را بوسیله بند ناف به جنین می‌رساند و مواد زائد را از جنین گرفته و تصفیه می‌کند. جفت اندام بیولوژیکی بسیار پیچیده‌ای است؛ این عضو در جایی که تخمک بارور به دیواره رحم می‌چسبد و لانه گزینی می‌کند؛ این قسمت اجازه می‌دهد که مواد مورد نیاز یا زائد موجود در خون بین خون مادر و جنین در ارتباط باشند. در این بین جفت قادر است خونی که در بدن مادر و جنین است را بپالاید؛ به طوری که هرگز این خون‌ها با یکدیگر مخلوط نشوند.
کاربردهای اولیه جفت عبارت است از حرکت اکسیژن به داخل جریان خون نوزاد، حمل دی‌اکسید کربن، وارد کردن مواد مغذی به بدن کودک، انتقال ضایعات تولید شده برای دفع به بدن مادر است. جفت نقش مهمی در تولید هورمون دارد همچنین از جنین در برابر باکتری‌های زیانمند و عفونت محافظت می‌کند.
جفت سالم، باید در طول دوران بارداری رشد کند. برآورد می‌شود که جفت در زمان تولد ۵۰۰ تا ۱۰۰۰ گرم وزن دارد. این عضو در طول زایمان همراه نوزاد از بدن مادر خارج می‌شود. بین ۵ تا ۳۰ دقیقه بعد از تولد نوزاد، جفت نیز از بدن بیرون می‌آید.

## ساختار
در تشکیل جفت بافت‌های خارج جنینی و بافت آستر رحم (آندومتر) مادر نقش دارد. بعد از تکمیل عمل لانه‌گزینی، لایهٔ تروفوبلاستی به دو قسمت تمایز پیدا می‌کند:
۱)لایهٔ داخلی (سیتو تروفوبلاست)
۲)لایهٔ خارجی (سینسیتیو تروفوبلاست) حفره‌ها در تروفوبلاست ایجاد می‌شود، بلافاصله از خون مادری پر می‌شوند. سلول‌های بافت آستر رحم تغییراتی پیدا می‌کنند که واکنش دیستی دوالی گفته می‌شود که این عملشان در پاسخ به هجوم تروفوبلاست انجام می‌گیرد. در داخل سلول‌ها گلیکوژن و لیپید جمع می‌شود.

## چسبندگی جفت
عارضه چسبندگی جفت در زنان باردار یکی از عوامل مرگ شماری از زنان باردار در اثر خونریزی‌های شدید است. در بارداری‌های با سزارین قبلی که همراه با جفت سر راهی هستند، میزان بروز چسبندگی جفت بیشتر است که این عارضه در صورت تشخیص و پیش‌بینی و آمادگی تیم درمانی (رزرو فراورده‌های خونی به مقدار کافی، اطلاع قبلی و حضور به موقع متخصصان جراحی و اورولوژی و…) تا حد زیادی قابل اجتناب است.

## نگارخانه

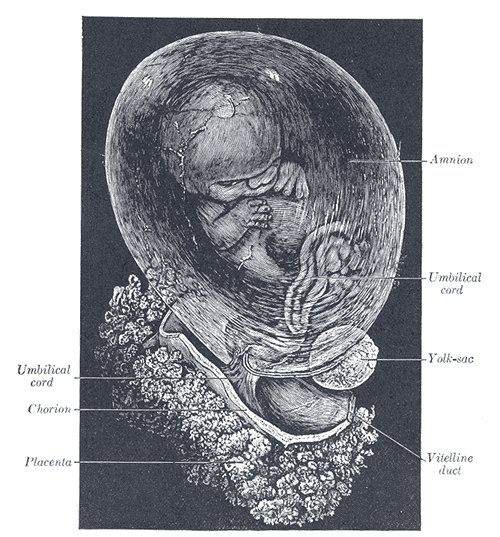
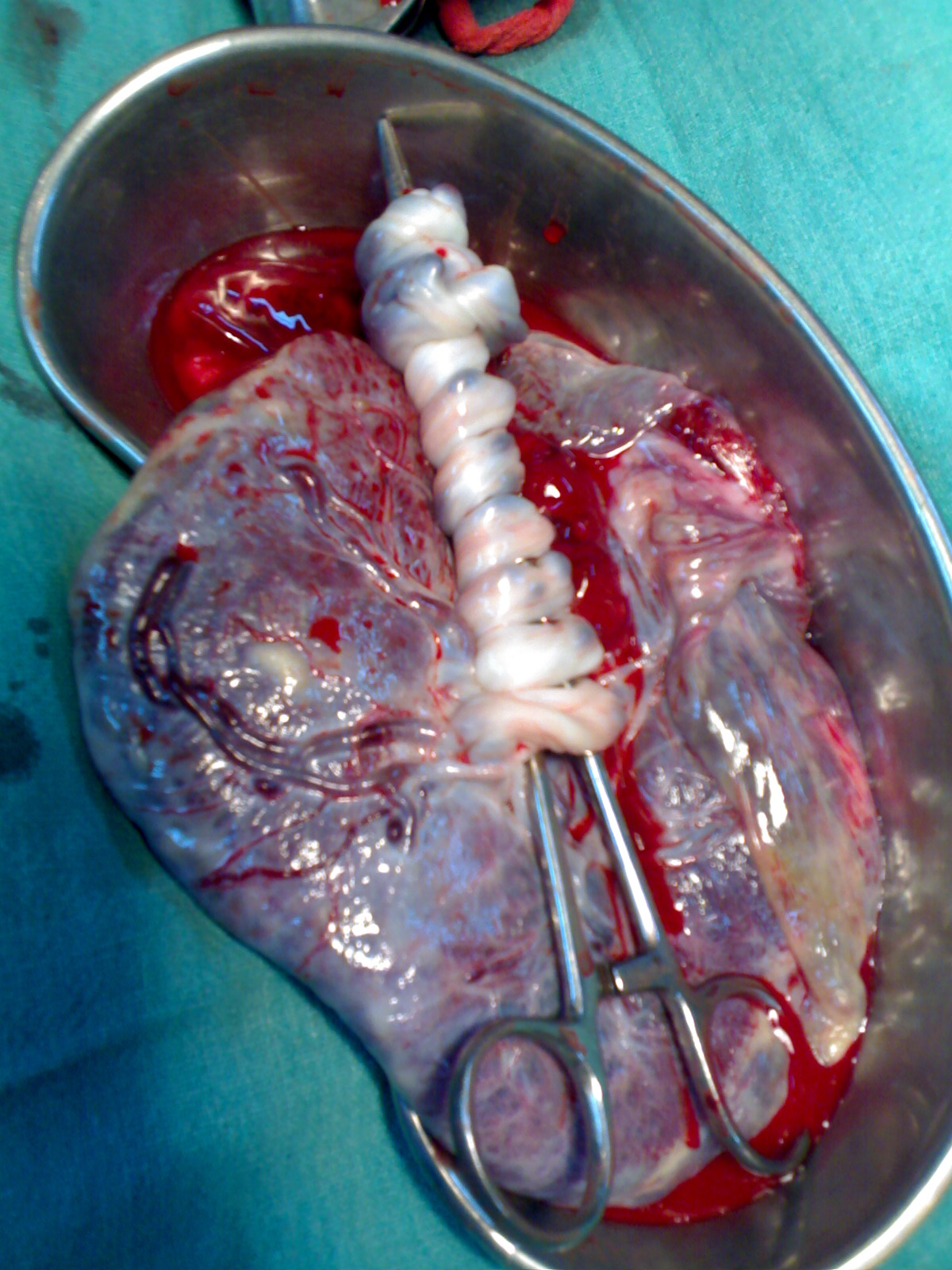
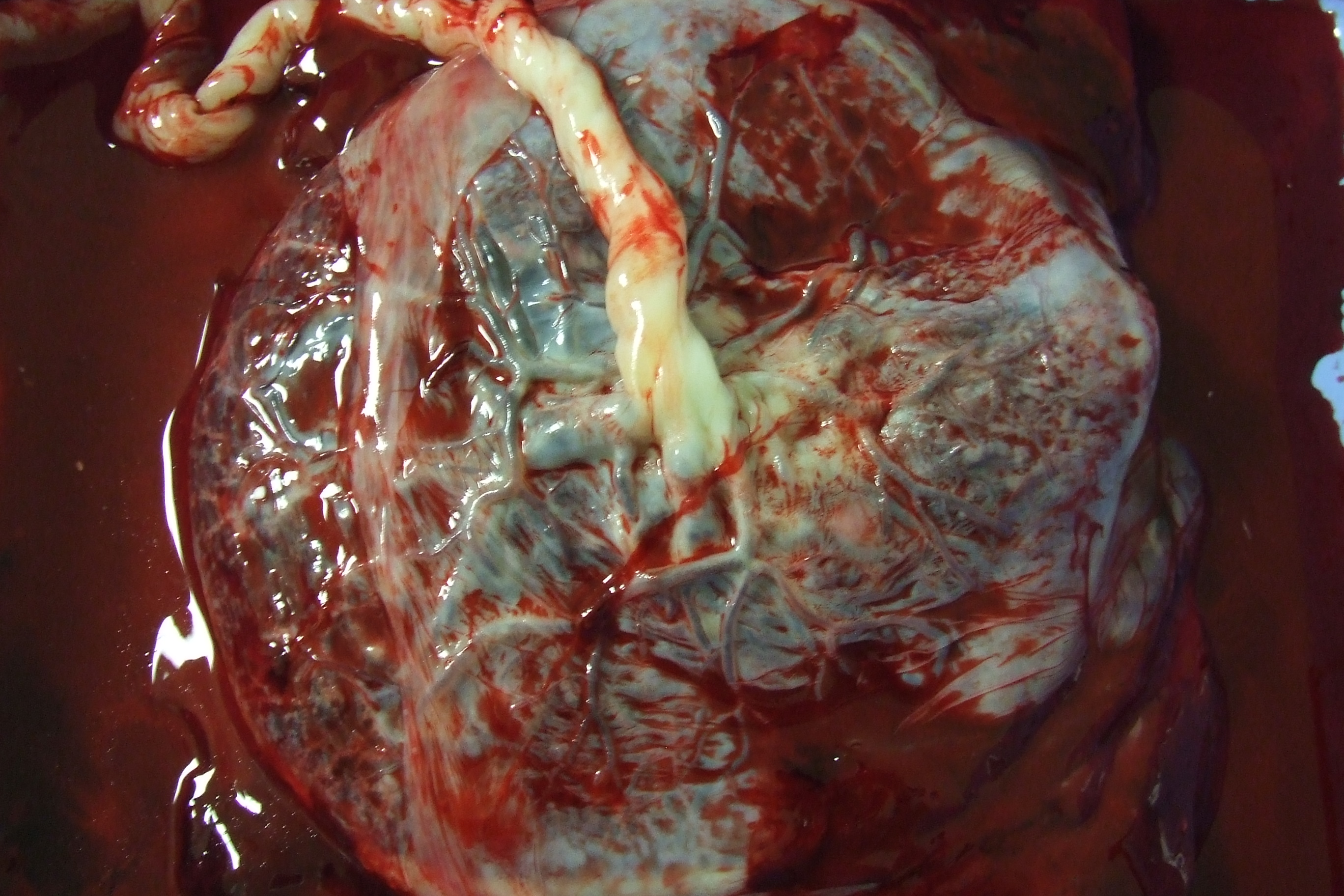
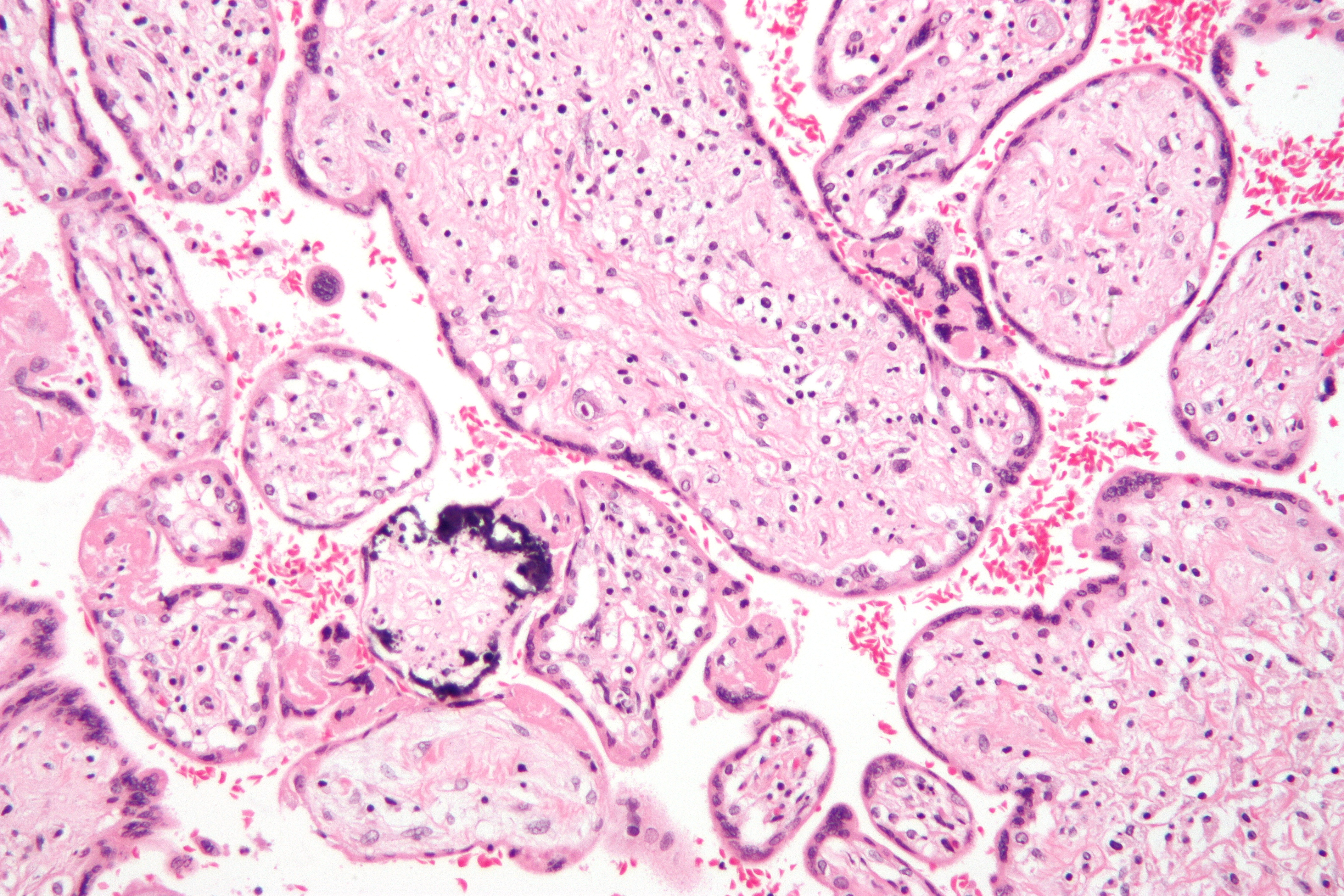
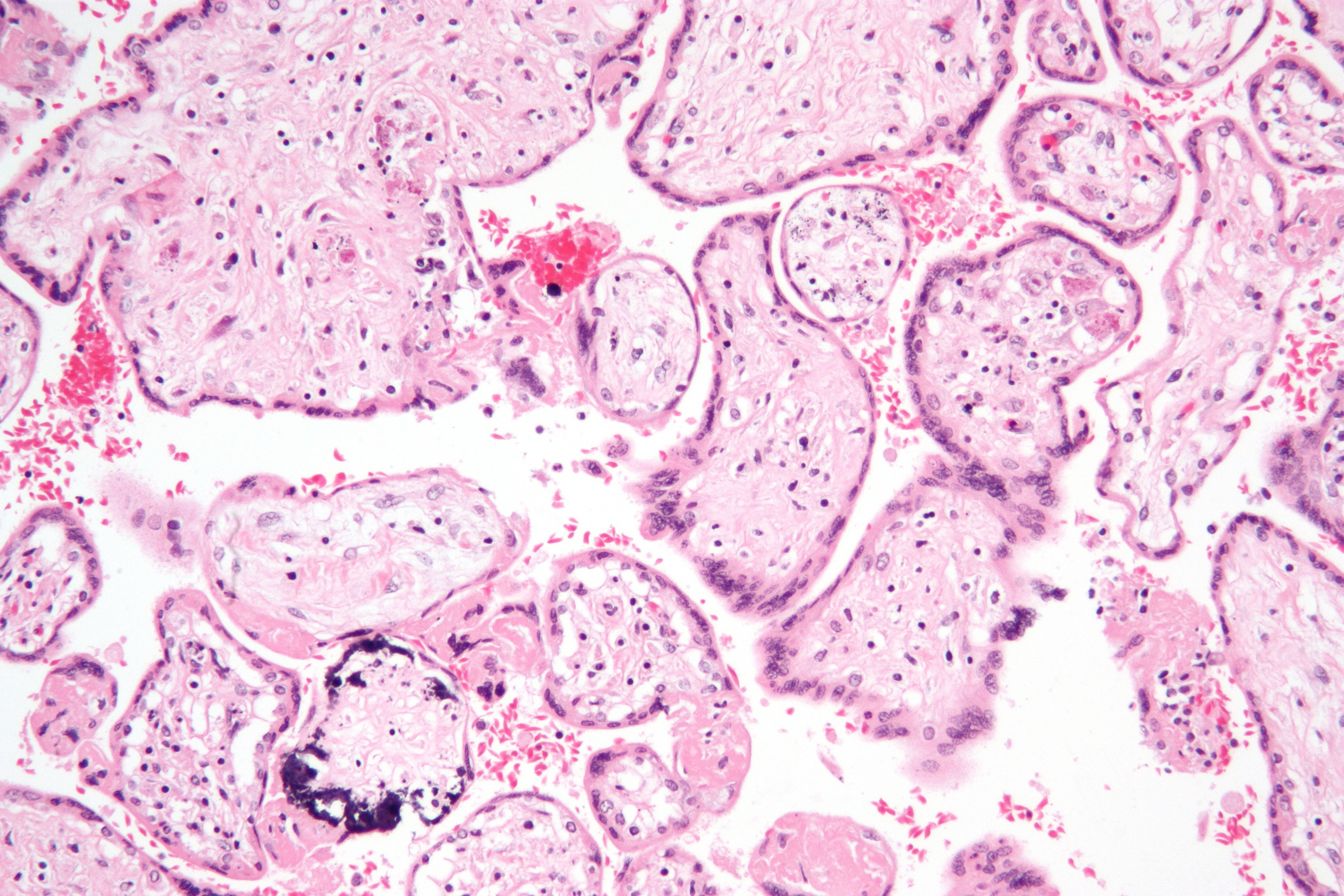